# Basananthe apetala
Basananthe apetala är en passionsblomsväxtart som först beskrevs av Baker f., och fick sitt nu gällande namn av De Wilde. Basananthe apetala ingår i släktet Basananthe och familjen passionsblomsväxter. Inga underarter finns listade i Catalogue of Life.